# Al-Anoud bint Mana Al Hajri
Al-Anoud bint Mana Al Hajri (1990) è la seconda moglie dell'emiro Tamim bin Hamad Al Thani del Qatar.

## Biografia

### Matrimonio
La sceicca Al-Anoud è nata nel 1990, figlia dell'ambasciatore Mana bin Abdul Hadi Al Hajri (1949).
Il 3 marzo 2009 sposò Tamim bin Hamad Al Thani a Doha.

### Attività

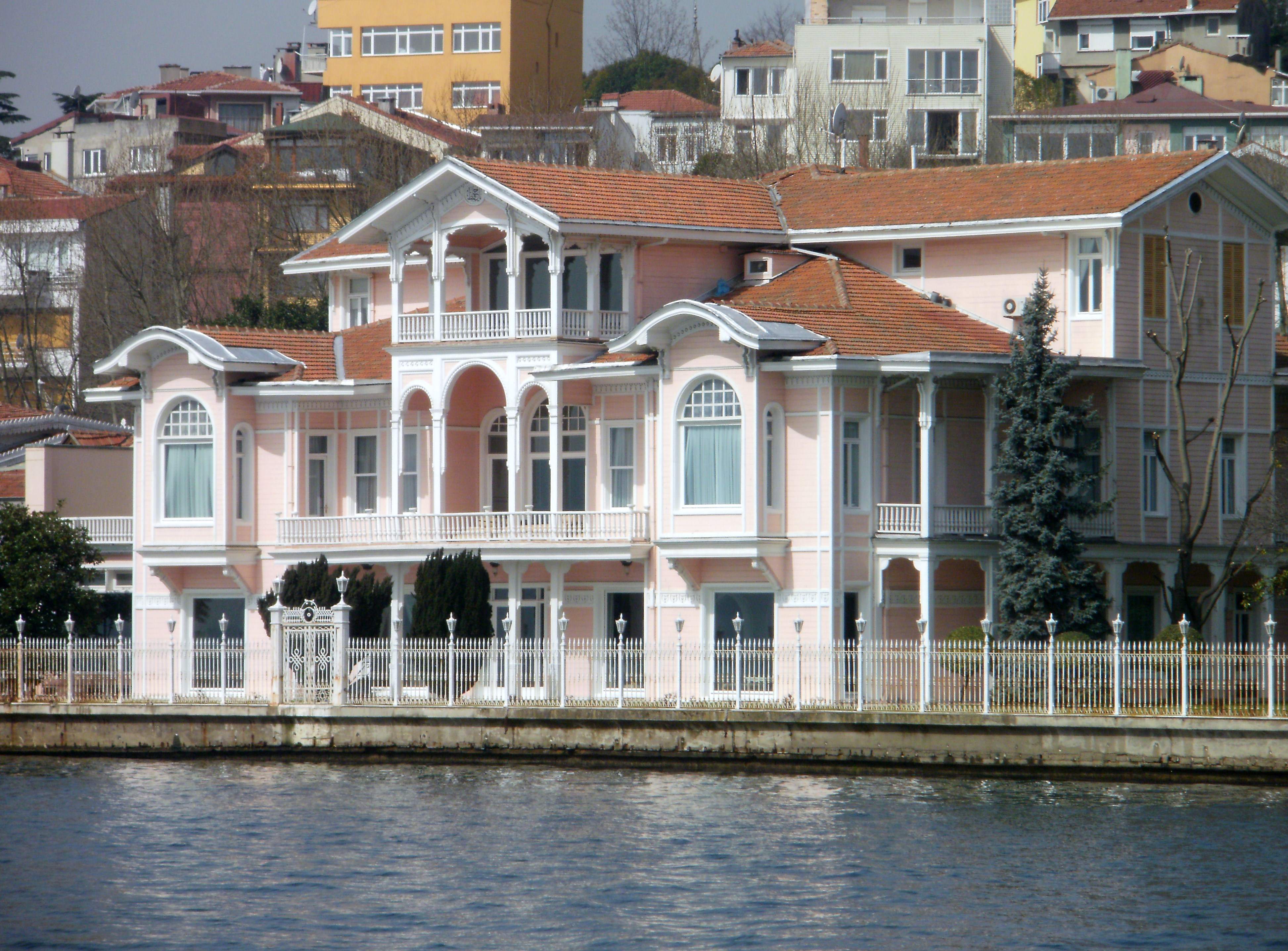
L'Erbilginler Yalysy sul Bosforo

Il 15 dicembre 2011 assistette all'operetta Homeland of Freedom and Peace all'Al Bayan Primary School for Girls di Doha, in vista della giornata nazionale.
Secondo quanto riferito dal quotidiano turco Vatan, nel 2015 divenne proprietaria della residenza più costosa della Turchia, l'Erbilginler Yalysy, acquistata per lei dal marito. Tuttavia, al fine di nascondere il coinvolgimento dell'emiro nell'affare, venne indicato come acquirente ufficiale una società immobiliare con sede a Londra di proprietà del padre di Al-Anoud.

## Discendenza
Al-Anoud bint Mana Al Hajri e Tamim bin Hamad Al Thani hanno tre figlie e due figli:
- S.E. Sceicca Naylah (Doha, 27 maggio 2010);
- S.E. Sceicco Abdullah (29 settembre 2012);
- S.E. Sceicca Rodha (Doha, gennaio 2014);
- S.E. Sceicco Alqaqaa (3 ottobre 2015);
- S.E. Sceicca Moza (19 maggio 2018).

## Titoli e trattamento
- 1990 - 3 marzo 2009: Sceicca Al-Anoud bint Mana Al Hajri
- 3 marzo 2009 - attuale: Sua Altezza, la sceicca Al-Anoud bint Mana Al Hajri